# Santok
 Santok [ˈsantɔk] (tiếng Đức: Zantoch) là một ngôi làng ở hạt Gorzów, Lubusz Voivodeship, ở phía tây Ba Lan. Đó là vị trí của gmina (khu hành chính) được gọi là Gmina Santok.

## Địa lý
Ngôi làng nằm ở ngã ba sông Noteć và Warta, nằm khoảng 12 km (7 mi) về phía đông của Gorzów Wielkopolski. Ngôi làng hiện có dân số là 780 người.

## Lịch sử
Một khu định cư kiên cố đầu tiên tại địa điểm này được thành lập vào cuối thế kỷ thứ 7. Santok đã được nhắc đến vào thế kỷ thứ 12 là với cái tên "thành lũy và chìa khóa" (tiếng Latinh: clavem et terris custodiam) thuộc vương quốc Ba Lan ở biên giới với Lãnh địa Pomerania trong biên niên sử Gesta Princum Polonorum của Gallus Anonymousus. 

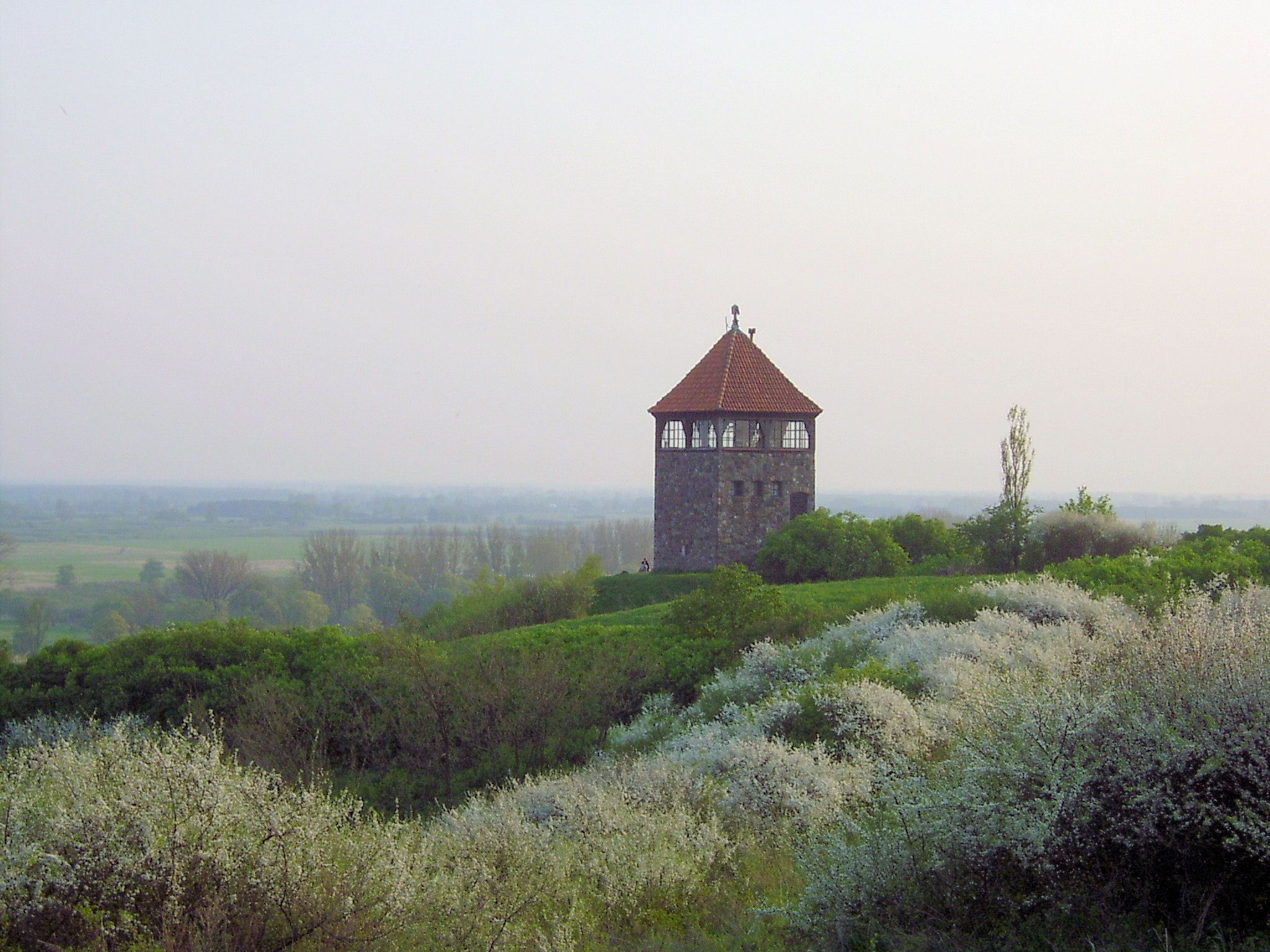
Tháp đồng hồ Santok, tái thiết năm 1936

Tái thành lập bởi Bolesław I the Brave trong những ngày của thời trung cổ thuộc triều đại Piast, Santok trở thành một pháo đài biên giới quan trọng của Greater Poland và vị trí của một castellany. Một cuộc tấn công của Công tước Barnim I của Pomerania năm 1251 đã bị đẩy lùi tại đây. Trong thế kỷ thứ 13 tuy nhiên, chiến lược quan trọng đồi pháo đài trở thành đối tượng của tuyên bố đưa ra bởi các bá tước Ascanian của Brandenburg, người có ý định mở rộng lãnh thổ của họ trong Neumark thuộc khu vực phía đông của sông Oder. Khi kết hôn với bá tước Conrad của Brandenburg-Stendal với Constance, con gái của Công tước Przemysł I của Greater Poland, vào năm 1260, Santok đã được xem như một phần của hồi môn. Một lần nữa được công tước Ba Lan Przemysł II tái chiếm, cuối cùng nó được Brandenburg hợp nhất sau khi ông qua đời vào năm 1296.
Vua Ba Lan Casimir III Đại đế tạm chiếm Santok từ năm 1365; và sau khi ông qua đời vào năm 1370, danh hiệu của một castellan đã được các quốc vương Ba Lan trao tặng cho ngôi làng đến cuối thế kỷ 18. Trong khu vực Brandenburg Neumark, pháo đài đã mất tầm quan trọng của nó để ủng hộ Landsberg gần đó. Nó đã bị tàn phá bởi quân đội Hussite trong cuộc Chiến tranh Teutonic của Ba Lan năm 1433.
Sau Hiệp định Potsdam năm 1945 và việc áp dụng giới tuyến Oder-Neisse, Santok đã được chuyển từ Đức sang Ba Lan như một phần của những thay đổi lãnh thổ rộng lớn của Ba Lan sau Thế chiến II.